# Kommandant der Schweizergarde

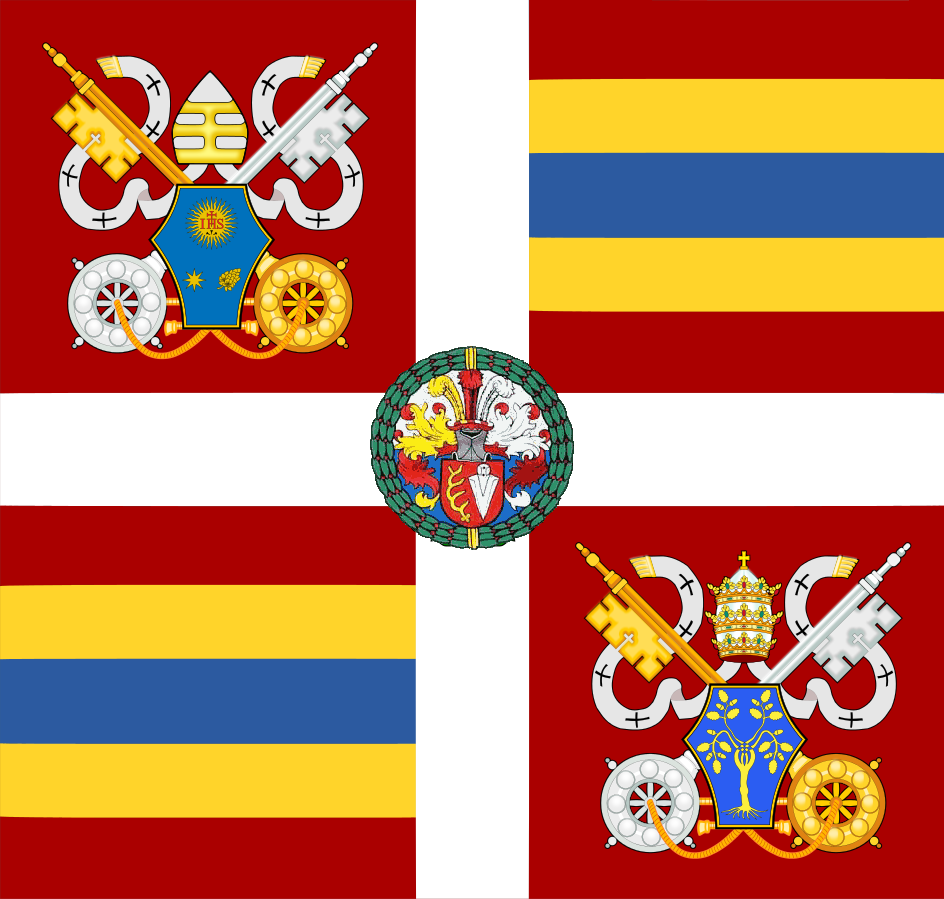
Aktuelle Fahne der Schweizergarde unter Papst Franziskus und Oberst Christoph Graf

Der Kommandant der Päpstlichen Schweizergarde, amtlich lateinisch Praefecti Pontificalis Custodiae Helveticae, hat die Gesamtleitung der Päpstlichen Garde inne. Insbesondere ist er für die Rekrutierung sowie die Einhaltung des Gardereglements und der Verfügungen der Vorgesetzten verantwortlich. Des Weiteren steht er für die gute Entwicklung des Korps und die Aufrechterhaltung der Disziplin ein. Der Kommandant vertritt zudem die Garde nach Aussen. Ihm untersteht der Vizekommandant der Schweizergarde sowie der Kaplan der Schweizergarde.
Die Schweizergarde ist hauptsächlich für den Schutz der Zugänge zur Vatikanstadt und den Apostolischen Palast sowie für den Schutz des Heiligen Vaters, sowohl in der Vatikanstadt, als auch bei seinen Auslandsreisen zuständig. Deswegen ist der Kommandant bei öffentlichen Auftritten des Heiligen Vaters, z. B. bei Generalaudienzen auf dem Petersplatz, oftmals im direkten Umfeld des Papstes zu sehen.

## Liste der Kommandanten
1. Kaspar von Silenen, Uri (1506–1517)
2. Markus Röist, Zürich (1518–1524)
3. Kaspar Röist, Zürich (1524–1527)
4. Jost von Meggen, Luzern (1548–1559)[3]
5. Kaspar Leo von Silenen, Luzern (1559–1564)
6. Jost Segesser von Brunegg, Luzern (1566–1592)
7. Stephan Alexander Segesser von Brunegg, Luzern (1592–1629)
8. Nikolaus Fleckenstein, Luzern (1629–1640)
9. Jost Fleckenstein, Luzern (1640–1652)
10. Johann Rudolf Pfyffer von Altishofen, Luzern (1652–1657)
11. Ludwig Pfyffer von Altishofen, Luzern (1658–1686)
12. Franz Pfyffer von Altishofen, Luzern (1686–1696)
13. Johann Kaspar Mayr von Baldegg, Luzern (1696–1704)
14. Johann Konrad Pfyffer von Altishofen, Luzern (1712–1727)
15. Franz Ludwig Pfyffer von Altishofen, Luzern (1727–1754)
16. Jost Ignaz Pfyffer von Altishofen, Luzern (1754–1782)
17. Franz Alois Pfyffer von Altishofen, Luzern (1783–1798)
18. Karl Leodegar Pfyffer von Altishofen, Luzern (1800–1834)
19. Martin Pfyffer von Altishofen, Luzern (1835–1847)
20. Franz Xaver Leopold Meyer von Schauensee, Luzern (1847–1860)
21. Alfred von Sonnenberg, Luzern (1860–1878)
22. Louis-Martin de Courten, Wallis (1878–1901)
23. Leopold Meyer von Schauensee, Luzern (1901–1910)
24. Jules Repond, Freiburg (1910–1921)
25. Alois Hirschbühl, Graubünden (1921–1935)
26. Georges von Sury d’Aspremont, Solothurn (1935–1942)
27. Heinrich Pfyffer von Altishofen, Luzern (1942–1957)
28. Robert Nünlist, Luzern (1957–1972)
29. Franz Pfyffer von Altishofen, Luzern (1972–1982)
30. Roland Buchs, Freiburg (1982–1997; 1998)
31. Alois Estermann, Luzern (1998)
32. Pius Segmüller, St. Gallen (1998–2002)
33. Elmar Theodor Mäder, St. Gallen (2002–2008)
34. Daniel Rudolf Anrig, St. Gallen (2008–2015)[4][5]
35. Christoph Graf, Luzern (seit 7. Februar 2015)[6] (war vom 1. bis zum 7. Februar Kommandant ad interim)[7]